# Volvo ReCharge
De Volvo ReCharge is een hybride conceptauto op basis van de Volvo C30. Volvo introduceerde deze auto op de Internationale Automobilausstellung (IAA) te Frankfurt in september 2007.

## Uitgangspunt
De ReCharge is ontworpen om 100 kilometer te kunnen rijden, alleen op de elektrische energie uit zijn accu's. Deze actieradius zou voldoende zijn om te voorzien in de behoeften van 80% van de Amerikaanse forensen, waardoor deze mensen nog maar zelden bij een tankstation zullen staan. De auto moest ook op te laden zijn via een standaard contactdoos.

## Aandrijving
Voor de aandrijving gebruikt Volvo vier moderne naafmotoren, ontwikkeld in samenwerking met de Britse elektromagnetische specialist PML Flightlink. Elk wiel bevat zijn eigen elektromotor, waardoor de gewichtsverdeling, het mechanische rendement en de tractie optimaal zijn. Speciale software zorgt ervoor dat alle vier naafmotoren zich synchroon gedragen. Als de bestuurder remt, wordt energie teruggewonnen en opgeslagen in de accu's.
Met behulp van een viercilinder-1,6 liter-verbrandingsmotor op bio-ethanol, kunnen de accu's worden bijgeladen, waardoor de actieradius wordt vergroot. Deze motor is gekoppeld aan een generator en springt automatisch bij als het nodig is. Een traditionele aandrijflijn ontbreekt, waardoor een versnellingsbak en -pook dan ook niet aanwezig zijn.
In 2007 schatte men de verkoopprijs rond de € 40.000.